# Losar
Losar (chữ Tạng: ལོ་གསར་; Wylie: lo-gsar) là một từ tiếng Tạng có nghĩa là "năm mới". lo về mặt ngữ nghĩa là "năm, tuổi"; sar về mặt ngữ nghĩa là "mới", còn gọi là Tết Tây Tạng. Losar là ngày lễ quan trọng nhất tại Tây Tạng và Bhutan, được tổ chức tương ứng với khoảng tháng Hai dương lịch.
Losar được tổ chức trong 15 ngày, các hoạt động chính diễn ra trong ba ngày đầu tiên. Vào ngày đầu tiên của Losar, một loại thức uống gọi là changkol được làm từ chhaang (tương đối giống bia). Ngày thứ hai của Losar có tên Losar của Vua (gyalpo losar). Theo truyền thống, người ta sẽ tổ chức năm ngày lễ Vajrakilaya trước Losar. Do người Duy Ngô Nhĩ tiếp thu lịch Trung Hoa, và người Mông Cổ cùng Tạng tiếp thu lịch Duy Ngô Nhĩ, Losar diễn ra gần hoặc trùng ngày với tết Trung Quốc và tết Mông Cổ, song các truyền thống trong Losar chỉ có độc nhất ở Tây Tạng, và có từ trước khi tiếp nhận ảnh hưởng từ Ấn Độ và Trung Hoa. Ban đầu, các lễ kỷ niệm thời cổ của Losar chỉ diễn ra trong Đông chí, và đã chỉ dời thời điểm sang trùng với tết Trung Hoa và Mông Cổ sau quyết định của một lãnh đạo Cách-lỗ phái của Phật giáo.
Các dân tộc Yolmo, Sherpa, Tamang, Gurung, và Bhutia tại Nepal cũng tổ chức lễ kỉ niệm Losar. Losar cũng được Phật tử Phật giáo Tây Tạng trên toàn cầu tổ chức.

## Lịch sử

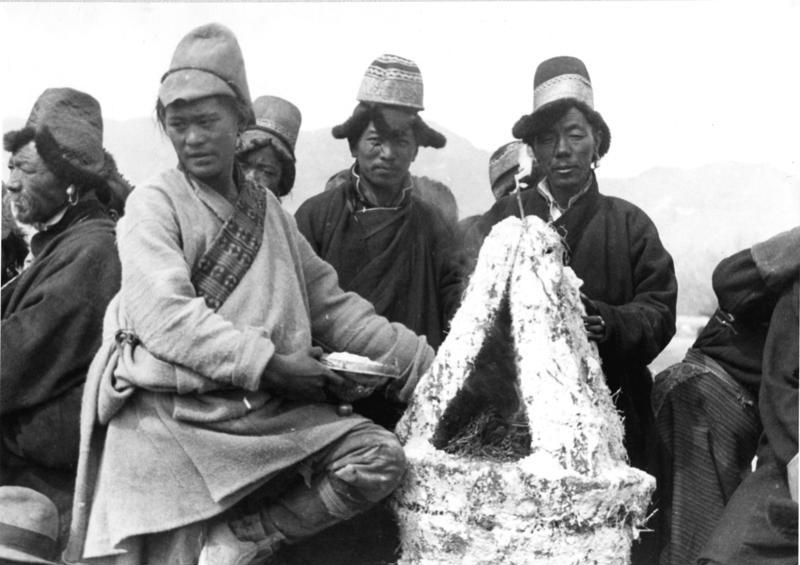
Losar vào năm 1938

Lễ Losar có từ trước khi Phật giáo xuất hiện tại Tây Tạng và có thể truy nguyên từ thời kỳ Bön tiền Phật giáo. Theo truyền thống Bön ban đầu này, một nghi lễ thần thánh được tổ chức vào mỗi mùa đông, trong đó mọi người dâng một lượng lớn hương nhằm an ủi các linh hồn, vị thần và 'Hộ pháp' bản địa. Lễ hội tôn giáo này sau đó đã tiến triển thành một lễ hội Phật giáo thường niên, được cho là khởi đầu trong giai đoạn trị vì của Bố Đức Cộng Kiệt (布德共傑, Pude Gungyal), tán phổ thứ 9 của triều đại Thổ Phồn. Lễ Losar được cho là bắt đầu khi một cụ bà tên là Belma đã giới thiệu cách tính thời gian dựa trên pha của Mặt Trăng. Lễ này diễn ra khi các cây mơ ở vùng Lhokha Yarla Shampo ra hoa trong mùa thu, và nó có thể là hoạt động đầu tiên của thứ mà sau này trở thành lễ hội nông dân truyền thống. Trong giai đoạn này, các kỹ năng trồng trọt, thủy lợi, tinh chế sắt từ quặng và xây dựng cầu đã lần đầu tiên được đưa tới Tây Tạng. Các nghi lễ được đưa vào nhằm đánh dấu các khả năng mới này có thể được công nhận là tiền thân của lễ Losar. Sau đó, khi các nguyên lý cơ bản của chiêm tinh học, dựa trên Ngũ hành, được đưa đến Tây Tạng, lễ hội nông dân trở thành điều mà ngày nay chúng ta gọi là Losar hay Tết Tạng.
Đạt Lai Lạt Ma thứ 14 (1998: p. 233) đã trình bày tầm quan trọng của việc hỏi ý Hộ pháp Nechung đối với Losar:
Từ hàng trăm năm nay, việc Đạt Lai Lạt Ma, chính quyền, hỏi ý Nechung trong các ngày lễ Năm Mới đã trở thành truyền thống.